# Quarré-les-Tombes
Quarré-les-Tombes è un comune francese di 648 abitanti situato nel dipartimento della Yonne nella regione della Borgogna-Franca Contea. Il villaggio si trova nell'arrondissement di Avallon e nel cantone di Quarré-les-Tombes.

## Storia
Il villaggio deve il suo nome alle numerose tombe presenti tutt'intorno alla chiesa.

### Simboli
Lo stemma comunale, approvato nel 1896, si blasona:

## Società

### Evoluzione demografica
Abitanti censiti